# Oswaldo Giacóia
Oswaldo Giacoia Junior (Ribeirão Claro, 1954) é um filósofo e escritor brasileiro, atualmente professor titular do Programa de Pós Graduação em Filosofia da PUC-PR. É especialista na filosofia de Friedrich Nietzsche.

## Biografia
Descendente materno de libaneses e paterno de italianos, graduou-se em direito no ano de 1976, pela Universidade de São Paulo, e em filosofia, no mesmo ano, na Pontifícia Universidade Católica de São Paulo. Fez seu mestrado em filosofia em 1983, na Pontifícia Universidade Católica de São Paulo, cujo título era Discurso Filosófico e Discursos Científicos, sob orientação de Bento Prado Jr.); e doutorado em filosofia no ano de 1988, pela Universidade Livre de Berlim (Freie Universität Berlin), com tema de título Von der Kuntmetaphysik Zur Genealogie der Moral: wege stege der Kulturphilosophie Nietzsches, e orientação de Reinhart Klemens Maurer. Fez pós-doutorado pela também Freie Universität Berlin (1993-1994]), pela Universidade de Viena (1997-1998) e Universidade de Lecce (2005-2006).
Perspicaz estudioso de Nietzsche (reconhecido internacionalmente por tal alcunha), bem como do idealismo alemão e de seus desdobramentos contemporâneos diversos, dos quais o pensamento de Michel Foucault, Hans Kelsen, Carl Schmitt, Giorgio Agamben etc.

## Obras
- Agamben. Por uma Ética da Vergonha e do Resto. '. ed. São Paulo: N-1 Edições, 2018.
- Política. Nós Também (Não) Sabemos Fazer. ed. Petrópolis: Vozes, 2018.
- A Escola de Kyoto e suas Fontes Orientais. ed. Campinas: PHI, 2017.
- Budismo e Filosofia em Diálogo. ed. Campinas: PHI, 2014.
- Heidegger Urgente. Introdução a um Novo Pensar. ed. São Paulo: Três Estrelas, 2013.
- Nietzsche. O Humano como Memória e como Promessa. ed. Petrópolis: Editora Vozes, 2013.
- O Nada Absoluto e a Superação do Niilismo: Fudamentos Filosóficos da Escola de Kyoto. ed. Campinas: PHI, 2013.
- Nietzsche versus Kant: Um Debate a respeito de Liberdade, Autonomia e Dever. ed. Rio de Janeiro: Casa da Palavra, 2012.
- Heidegger e o Pensamento Oriental. ed. Uberlândia: Editora da Universidade Federal de Uberlândia, 2012.
- Além do Princípio do Prazer. Um dualismo incontornável. 1ª. ed. Rio de Janeiro, RJ: Civilização Brasileira, 2008.
- Pequeno Dicionário de Filosofia Contemporânea, ed. Publifolha 2006, 183 pág., ISBN 8 57 402717 0
- Sonhos e Pesadelos da Razão Esclarecida: Nietzsche e a Modernidade, ed. UPF 2005, 220 pág., ISBN 8 57 515262 9
- Nietzsche Como Psicólogo, ed. UNISINOS 2004, 152 pág., ISBN 8 57 431074 3
- Nietzche e para Além de Bem e Mal, ed. Jorge Zahar 2002, 76 pág., ISBN 8 57 110667 3
- Nietzsche, ed. Publifolha 2000, 92 pág., ISBN 8 57 402212 8
- Labirintos da Alma, ed. Unicamp 1998, ISBN 8 52 680413 8